# Anadara
Anadara is een geslacht van tweekleppigen uit de familie van de Arcidae (arkschelpen).

## Soorten
- Anadara adamsi Olsson, 1961
- Anadara aequatorialis (d'Orbigny, 1846)
- Anadara aethiopica (Thiele & Jaeckel, 1931)
- Anadara aliena (Iredale, 1939)
- Anadara ambigua (Reeve, 1844)
- Anadara angicostata (Reeve, 1844)
- Anadara antiquata (Linnaeus, 1758)
- Anadara auriculata (Lamarck, 1819)
- Anadara axelolssoni (Macsotay & Campos, 2001)
- Anadara bataviensis (Lamy, 1907)
- Anadara biangulata (G. B. Sowerby I, 1833)
- Anadara bifrons (Carpenter, 1857)
- Anadara brasiliana (Lamarck, 1819)
- Anadara broughtonii (Schrenck, 1867)
- Anadara camerunensis Oliver & Cosel, 1993
- Anadara cepoides (Reeve, 1844)
- Anadara chemnitzii (Philippi, 1851)
- Anadara cistula (Reeve, 1844)
- Anadara compacta (Reeve, 1844)
- Anadara concinna (G. B. Sowerby I, 1833)
- Anadara consociata (E. A. Smith, 1885)
- Anadara corbuloides (Monterosato, 1878)
- Anadara cornea (Reeve, 1844)
- Anadara corrugata (Lamy, 1907)
- Anadara crassicostata (H. Adams, 1873)
- Anadara craticulata (Nyst, 1848)
- Anadara crebricostata (Reeve, 1844)
- Anadara cymbaeformis Reeve, 1844
- Anadara dekkeri Thach, 2015
- Anadara diluvii (Lamarck, 1805) †
- Anadara disparilis (Reeve, 1844)
- Anadara eborensis Oliver & Cosel, 1993
- Anadara ehrenbergi (Dunker, 1868)
- Anadara emarginata (G. B. Sowerby I, 1833)
- Anadara esmeralda (Pilsbry & Olsson, 1941)
- Anadara ferruginea (Reeve, 1844)
- Anadara floridana (Conrad, 1869)
- Anadara formosa (G. B. Sowerby I, 1833)
- Anadara fultoni (G. B. Sowerby III, 1907)
- Anadara gibbosa (Reeve, 1844)
- Anadara globosa (Reeve, 1844)
- Anadara grandis (Broderip & G. B. Sowerby I, 1829)
- Anadara guangdongensis (Bernard, Cai & Morton, 1993)
- Anadara gubernaculum (Reeve, 1844)
- Anadara hankeyana (Reeve, 1844)
- Anadara hemidesmos (Philippi, 1845)
- Anadara hyphalopilema G. B. Campbell, 1962
- Anadara inaequivalvis (Bruguière, 1789)
- Anadara indica (Gmelin, 1791)
- Anadara jousseaumei (Lamy, 1907)
- Anadara jurata Iredale, 1939
- Anadara kagoshimensis (Tokunaga, 1906)
- Anadara kikaizimana (Nomura & Zinbo, 1934)
- Anadara labiosa (G. B. Sowerby I, 1833)
- Anadara larkinii Nelson, 1870 †
- Anadara mazatlanica (Hertlein & Strong, 1943)
- Anadara multicostata (G. B. Sowerby I, 1833)
- Anadara natalensis (Krauss, 1848)
- Anadara notabilis (Röding, 1798)
- Anadara nugax Iredale, 1939
- Anadara nux (G. B. Sowerby I, 1833)
- Anadara obesa (G. B. Sowerby I, 1833)
- Anadara occlusa (Reeve, 1844)
- Anadara oceanica (Lesson, 1831)
- Anadara passa Iredale, 1939
- Anadara perlabiata (Grant & Gale, 1931)
- Anadara pilula (Reeve, 1843)
- Anadara pumila (Dunker, 1868)
- Anadara pygmaea (H. Adams, 1872)
- Anadara reinharti (Lowe, 1935)
- Anadara rhomboidalis (Schumacher, 1817)
- Anadara rotundicostata (Reeve, 1843)
- Anadara rufescens (Reeve, 1844)
- Anadara rugifera (Dunker, 1866)
- Anadara sabinae (Morlet, 1889)
- Anadara sativa (Bernard, Cai & Morton, 1993)
- Anadara satowi (Dunker, 1882)
- Anadara secernenda (Lamy, 1907)
- Anadara senegalensis (Gmelin, 1791)
- Anadara setigericosta (Nyst, 1848)
- Anadara similis (C. B. Adams, 1852)
- Anadara speciosa (Philippi, 1849)
- Anadara subglobosa (Kobelt, 1889)
- Anadara subgranosa (Dunker, 1869)
- Anadara subrubra (Dunker, 1866)
- Anadara tosaensis Noda, 1965 †
- Anadara transversa (Say, 1822)
- Anadara trapezia (Deshayes, 1839)
- Anadara tricenicosta (Nyst, 1848)
- Anadara troscheli (Dunker, 1882)
- Anadara tuberculosa (G. B. Sowerby I, 1833)
- Anadara uropigimelana (Bory de Saint-Vincent, 1827)
- Anadara vellicata (Reeve, 1844)